# Erich Wildpret
Erich Wildpret (Caracas, 5 de julio de 1968) es un actor de cine y televisión director venezolano-alemán nacionalizado estadounidense.

## Biografía
Se formó en la Escuela Nacional de Teatro de Venezuela. Ha logrado impulsar su carrera gracias a la participación constante en obras de teatro y cine convirtiéndose así en uno de los talentos más prometedores de las artes escénicas en Venezuela.
Hace 18 años tomó el teatro, estudió en México e Inglaterra, importantes incursiones actorales en Los Ángeles y un sinfín de montajes locales han mantenido activa su figura, siempre dentro del bajo perfil que se preocupa por conservar. Erich Wildpret es uno de los pocos actores de su generación que puede decir, con la mayor propiedad, que ha logrado ser fiel a la decisión de mantenerse alejado de las propuestas que le rinden culto a lo comercial.

## Películas
- Maya (1989)
- Un sueño en el abismo (1991)
- Último taglio (1997)
- Manuela Sáenz, la Libertadora del Libertador (2000)
- Amor en concreto (2004)
- Elipsis (2006)
- El café de Lupe (2007)
- Puras joyitas (2007)
- Un lugar lejano (2009)
- Zona cero (2009)
- Des-Autorizados (2010)
- La hora cero (2010)
- Muerte en alto contraste (2010)
- Cenizas eternas (2011)
- Memorias de un soldado (2011)
- My left hand man (2011)
- Patas Arriba (2011)
- Samuel (2011)
- Libertador (2013)[2][3]
- Interlude: City of a Dead Woman (2016)[ Coproduccion USA- Grecia][4]
- Jezabel ( 2022)[5][6]

## Series de Televisión[7]
- Gang Related ( 2014)
- Castle ( 2016)
- Better Things ( 2017)

## Videoclips
- Volvere a mi tierra (2019) original de la cantante Nella[8]

## Obras de teatro

### Alemania
- El coronel no tiene quien le escriba

### Colombia
- Animales feroces

### Estados Unidos
- La tempestad
- La Cantata Criolla (2010) junto a Edgar Ramirez y Helen Hunt. Texto de Guillermo Arriaga. Dirección de Alberto Arvelo. Presentado en el Disney Concert Hall[9]
- Así que pasen cinco Lorcas ( 2020). Water people Production.  Junio 2020 [ Via zoom]  Chicago Teather[10]

### Inglaterra
- Concierto Barroco

### Portugal
- Bolívar

### Venezuela
- Señor Presidente
- El corazón en una jaula
- La muerte y el labrador
- El chiquero
- Más allá del horizonte
- Israfel
- La cándida Erendira
- Cipango
- Despertar de primavera
- Enemigo del pueblo